# Mecquignies
 Mecquignies là một xã ở tỉnh Nord ở miền bắc nước Pháp. Xã này có diện tích 4,78 km², dân số năm 1999 là 584 người. Xã nằm ở khu vực có độ cao trung bình 150 mét trên mực nước biển.